# North London Collegiate School
Die North London Collegiate School ist eine englische Oberschule in Tagesform nur für Mädchen Im Alter von vier bis achtzehn Jahren im Londoner Stadtteil Edgware, der teilweise zum London Borough of Harrow gehört, wo auch das elitäre Jungeninternat Harrow liegt. Die 1850 von Frances Buss gegründete Schule bot als erste den Mädchen die gleichen Bildungsmöglichkeiten wie den Jungen, um die renommierten britischen Hochschulen zu besuchen. Viele erfolgreiche akademische Karrieren belegen den Erfolg. Die Ergebnisse liegen in den Schulrankings immer noch an der Spitze im Vereinigten Königreich.
Die Schule ist mit koedukativen Schulen in Singapur, Dubai, Jejudo und Vietnam assoziiert, die dem britischen Lehrplan folgen.

## Geschichte

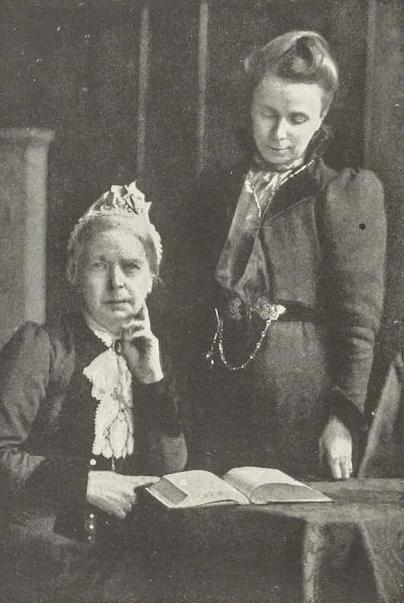
Frances Buss und Sophie Bryant

Am 4. April 1850 gründete Frances Buss die Schule in Camden Town. Sie wollte die Mädchen auf höhere Studien oder für den Beruf als Gouvernante vorbereiten und trug damit den Bedürfnissen der Mittelschicht Rechnung, die für ihre Töchter in der Zukunft bezahlte Arbeitsstellen wünschte. 1865 gab es 200 Schülerinnen. Die Prüfungen orientierten sich an der Universität Cambridge. In Mathematik lehrte Sophie Bryant, die von 1895 bis 1918 die Schulleitung übernahm. Der britische Sozialist und Darwinist Edward Aveling lehrte 1872–1876 Biologie. Der Umzug nach Edgware erfolgte 1940.

## Schülerinnen
- Roma Agrawal (* 1963), Ingenieurin und Wissenschaftsautorin
- Barbara Amiel (* 1940), Journalistin
- Agnes Arber (1879–1960), Botanikerin
- Eleanor Bron (* 1938), Schauspielerin
- Amy Bull (1877–1953), Suffragette und Landrätin
- Clara Collet (1860–1948), Sozialreformerin
- Gillian Cross (* 1945), Kinderbuchautorin
- Jo Dunkley (* 1979), Astronomieprofessorin der Princeton University
- Stella Gibbons (1902–1989), Autorin
- Noreena Hertz (* 1967), Ökonomin
- Edith How-Martyn (1875–1954), Suffragette und Aktivistin für Geburtenkontrolle
- Gabrielle Howard (1876–1930), Pflanzenphysiologin
- Lilian Lindsay (1871–1960), erste Zahnärztin im UK
- Anna Madeley (* 1977), Schauspielerin
- Judy Mallaber (* 1951), MP der Labour Party
- Jane March (* 1973), Schauspielerin
- Susie Orbach (* 1946), Psychologin und Feministin
- Ruth Padel (* 1946), Dichterin und Gräzistin
- Myfanwy Piper (1911–1997), Librettistin
- Anna Popplewell (* 1988), Schauspielerin
- Ethel Sargant (1863–1918), Botanikerin
- Stevie Smith (1902–1971), Dichterin
- Marie Stopes (1880–1958), Sozialreformerin
- Eva Germaine Rimington Taylor (1879–1966), erste Geografieprofessorin
- Gillian Tett (* 1967), Wirtschaftsjournalistin
- Natasha Walter (* 1967), Schriftstellerin und Feministin
- Sarah Wedl-Wilson (* 1969), Berliner Kultursenatorin seit 2025
- Judith Weir (* 1954), Komponistin
- Rachel Weisz (* 1970), Schauspielerin und Oscar-Preisträgerin
- Anna Wintour (* 1949), Chefredakteurin von Vogue
- Frances Wood (* 1948), Sinologin

## Einzelbelege
1. ↑  Sean: NLCS ranked in the Top 10 Schools in the UK. 6. Dezember 2024, abgerufen am 29. Mai 2025 (britisches Englisch).

Koordinaten: 51° 36′ 54″ N, 0° 17′ 41″ W